# فرودگاه هرادنا
فرودگاه هرادنا (به انگلیسی: Hrodna Airport) یک فرودگاه همگانی با کد یاتا GNA است که یک باند فرود بتن دارد و طول باند آن ۲۵۴۸ متر است. این فرودگاه در شهر گرودنو و در کشور بلاروس قرار دارد و در ارتفاع ۱۳۵ متری از سطح دریا واقع شده‌است.

## شرکت‌های هواپیمایی و مقصدهای پروازی
| شرکت‌های هواپیمایی | مقصدهای پروازی  |
| ----------------- | --------------- |
| بلاویا            | فصلی: خرابوروفو |